# Barrême
Barrême település Franciaországban, Alpes-de-Haute-Provence megyében. Lakosainak száma 402 fő (2022. január 1.). Barrême Blieux, Chaudon-Norante, Moriez, Saint-Jacques, Saint-Lions és Senez községekkel határos.

## Népesség
A település népességének változása:
| Lakosok száma | 510  | 421  | 473  | 509  | 446  | 436  | 432  | 417  | 410  | 402  |
|               | 1968 | 1982 | 1990 | 2006 | 2013 | 2015 | 2017 | 2019 | 2020 | 2022 |